# Djurgårdens IF (football)
Pour les articles homonymes, voir Djurgårdens IF.
Maillots
Dernière mise à jour : 19 février 2025.
Le Djurgårdens IF est un club suédois de football basé à Stockholm qui évolue actuellement en première division. Fondé le 12 mars 1891, il constitue la section football du club omnisports Djurgårdens IF. Il a remporté douze titres de champion de Suède, le dernier en 2019, et cinq coupes nationales, la dernière en 2018. Le club évolue à domicile au Tele2 Arena depuis 2013, partageant ce stade avec un autre club de Stockholm, Hammarby IF, après avoir longtemps joué au stade olympique de Stockholm.

## Histoire
Le club omnisports du Djurgårdens IF est fondé le 12 mars 1891. Ses principales sections sont celles de tir à la corde, d'athlétisme, d'aviron et de ski. Le football est alors un sport mineur à Stockholm, principalement en raison du manque de terrains disponibles. La situation change avec l'ouverture du Stockholms idrottspark (sv) en 1896. Trois ans plus tard, en 1899, le Djurgårdens IF ajoute le football à la liste des sports qu'il propose. Teodor Andersson, ancien joueur du GAIS, participe au développement de cette section football. Les joueurs portent à l'origine des maillots rouges, mais ils adoptent dès 1900 le maillot à rayures verticales bleu ciel et bleu marine qui perdure depuis.
Le Djurgårdens IF atteint la finale du championnat pour la première fois en 1904, mais il est battu par l'Örgryte IS par deux buts à un. Le club de Stockholm doit attendre 1912 pour remporter son premier titre de champion de Suède et prendre sa revanche sur Örgryte, battu trois buts à un en finale. Cette victoire marque le début de la première période faste du club, qui dispute six finales supplémentaires jusqu'en 1920, dont trois remportées (1915, 1917 et 1920). Durant cette période, le Djurgårdens IF évolue à domicile au Tranebergs IP (sv).
À la création du championnat Allsvenskan, en 1925, le Djurgårdens IF joue en deuxième division. Il monte brièvement en première division en 1926-1927, mais retourne aussitôt dans la division inférieure et descend même en troisième division de 1929 à 1932. Le club s'installe au Stade olympique de Stockholm après la destruction du Tranebergs IP en 1935. Il végète en deuxième division Nord jusqu'au milieu des années 1940. Sa remontée en première division en 1945 s'accompagne d'abord de résultats médiocres, à l'image de la pire défaite de son histoire : 11-1 contre l'IFK Norrköping durant la saison 1945-1946.

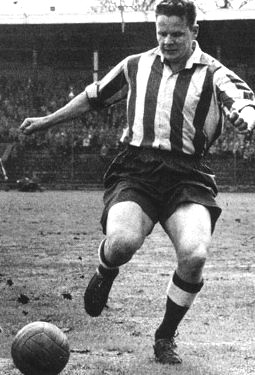
Gösta Sandberg sous les couleurs de Djurgården.

Sous la direction de l'entraîneur anglais Frank Soo (1954-1955), le Djurgårdens IF développe un jeu physique qui le caractérise tout au long des années 1950 et 1960 et lui permet de remporter ses premiers titres de champion d'Allsvenskan en 1955 et 1959. Le club redescend brièvement en deuxième division en 1961, mais il retrouve l'élite dès l'année suivante et remporte deux nouveaux titres en 1964 et 1966. Le titre de 1964 est particulièrement controversé : Djurgården se classe premier à la différence de buts grâce à un penalty accordé lors de l'ultime match de la saison contre l'IFK Göteborg. Le joueur emblématique du club durant cette période est Gösta Sandberg, qui dispute 300 matches  sous le maillot à rayures entre 1951 et 1966.
Après cette période faste, le Djurgårdens IF connaît des résultats en dents de scie tout au long des années 1970, allant de la troisième place en 1970 et 1975 à la onzième en 1976. Le club termine quatorzième et dernier du championnat en 1981. Relégué en deuxième division, il passe les quatre années suivantes à tenter de remonter dans l'élite. Il y parvient en 1985, mais termine à nouveau dernier en 1986. Grâce à l'entraîneur Tommy Söderberg, Djurgården retrouve la première division l'année suivante et atteint la finale du championnat 1988, où il est battu par Malmö FF.
Après une victoire en Coupe de Suède en 1990, les années 1990 voient le club alterner promotions et relégations : il passe six saisons en première division et quatre en deuxième. La situation financière est également préoccupante : la section football présente une dette de 10 millions de couronnes en 1998 et semble au bord de la faillite.
Le nouveau millénaire débute de manière plus satisfaisante sur le plan sportif, avec une deuxième place en 2001 suivie de six trophées en quatre ans : trois titres de champion (2002, 2003 et 2005) et trois coupes de Suède (2002, 2004, 2005). Les années 2000 sont ainsi la meilleure décennie de l'histoire du club. Les résultats restent cependant médiocres à l'échelle européenne, Djurgården ne parvenant pas à franchir les tours préliminaires en Ligue des champions ou en Coupe UEFA.
Avant la saison 2019, les entraîneurs Kim Bergstrand et Thomas Lagerlöf de l'IK Sirius s'engagent avec l'équipe. Djurgården devient Champion de Suède en 2019. En 2022, Djurgården se qualifie pour la phase de groupes d'un tournoi européen, le Ligue Europa Conférence. L'équipe suédois gagne le groupe et se qualifie pour les huitièmes de finale. 
En 2025, dans le même tournoi, le club réussit encore mieux en se qualifiant pour les demi-finales. 

## Bilan sportif

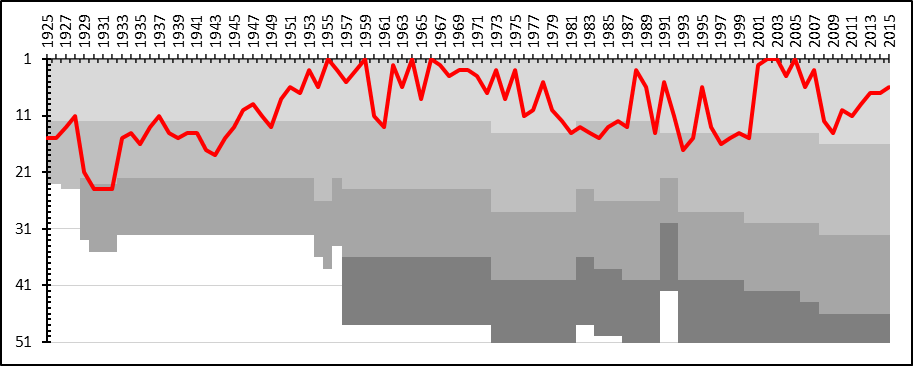
Classement du Djurgårdens IF depuis 1925. Les teintes de gris correspondent aux différentes divisions.

### Palmarès
Le mode de désignation du champion de Suède a connu plusieurs évolutions, et n'a pas toujours été attribué au vainqueur du championnat. Les 12 titres de champion du Djurgårdens IF sont signalés par un astérisque dans la liste qui suit.
- Allsvenskan (8) :
  - Champion : 1955*, 1959*, 1964*, 1966*, 2002*, 2003*, 2005*, 2019*.
- Coupe de Suède (5) :
  - Vainqueur : 1990, 2002, 2004, 2005 et 2018.
  - Finaliste : 1951, 1975, 1989, 2013 et 2023-24.

- Svenska Mästerskapet (4) :
  - Vainqueur : 1912*, 1915*, 1917*, 1920*.
  - Finaliste : 1904, 1906, 1909, 1910, 1913, 1916, 1919.

- Wicanderska Välgörenhetsskölden (4) :
  - Vainqueur : 1907, 1910, 1913, 1915.
  - Finaliste : 1908, 1914, 1916.

- Corinthian Bowl (1) :
  - Vainqueur : 1910.
  - Finaliste : 1908, 1911.

### Bilan européen
Légende
- Victoire ou qualification pour le tour suivant
- Match nul
- Défaite ou élimination de la compétition

Note : dans les résultats ci-dessous, le score du club est toujours donné en premier
| Saison    | Compétition                | Tour                | Club                  | Domicile | Extérieur | Total     |
| --------- | -------------------------- | ------------------- | --------------------- | -------- | --------- | --------- |
| 1955-1956 | Coupe des clubs champions  | Huitièmes de finale | Gwardia Varsovie      | 0 - 0    | 4 - 1     | 4 - 1     |
| 1955-1956 | Coupe des clubs champions  | Quarts de finale    | Hibernian FC          | 1 - 3    | 0 - 1     | 1 - 4     |
| 1964-1965 | Coupe des villes de foires | 32es de finale      | Manchester United     | 1 - 1    | 1 - 6     | 2 - 7     |
| 1965-1966 | Coupe des clubs champions  | Seizièmes de finale | Levski Sofia          | 2 - 1    | 0 - 6     | 2 - 7     |
| 1966-1967 | Coupe des villes de foires | 32es de finale      | Lokomotive Leipzig    | 1 - 3    | 1 - 2     | 2 - 5     |
| 1967-1968 | Coupe des clubs champions  | Seizièmes de finale | Górnik Zabrze         | 0 - 1    | 0 - 3     | 0 - 4     |
| 1971-1972 | Coupe UEFA                 | Premier tour        | OFK Belgrade          | 2 - 2    | 1 - 4     | 3 - 6     |
| 1974-1975 | Coupe UEFA                 | Premier tour        | IK Start              | 5 - 0    | 2 - 1     | 7 - 1     |
| 1974-1975 | Coupe UEFA                 | Seizièmes de finale | Dukla Prague          | 0 - 2    | 1 - 3     | 1 - 5     |
| 1975-1976 | Coupe des coupes           | Seizièmes de finale | Wrexham FC            | 1 - 1    | 1 - 2     | 2 - 3     |
| 1976-1977 | Coupe UEFA                 | Premier tour        | Feyenoord Rotterdam   | 2 - 1    | 0 - 3     | 2 - 4     |
| 1989-1990 | Coupe des coupes           | Seizièmes de finale | Union Luxembourg      | 5 - 0    | 0 - 0     | 5 - 0     |
| 1989-1990 | Coupe des coupes           | Huitièmes de finale | Real Valladolid       | 2 - 2    | 0 - 2     | 2 - 4     |
| 1990-1991 | Coupe des coupes           | Seizièmes de finale | Fram Reykjavik        | 1 - 1    | 0 - 3     | 1 - 4     |
| 1996      | Coupe Intertoto            | Groupe 2            | Apollon Limassol      | 8 - 0    | N/A       | Troisième |
| 1996      | Coupe Intertoto            | Groupe 2            | LASK Linz             | N/A      | 0 - 2     | Troisième |
| 1996      | Coupe Intertoto            | Groupe 2            | B68 Toftir            | 5 - 1    | N/A       | Troisième |
| 1996      | Coupe Intertoto            | Groupe 2            | Werder Brême          | N/A      | 2 - 3     | Troisième |
| 2002-2003 | Coupe UEFA                 | Tour préliminaire   | Shamrock Rovers       | 2 - 0    | 3 - 1     | 5 - 1     |
| 2002-2003 | Coupe UEFA                 | Premier tour        | FC Copenhague         | 3 - 1    | 0 - 0     | 3 - 1     |
| 2002-2003 | Coupe UEFA                 | Deuxième tour       | Girondins de Bordeaux | 0 - 1    | 1 - 2     | 1 - 3     |
| 2003-2004 | Ligue des champions        | Deuxième tour Q     | Partizan Belgrade     | 2 - 2    | 1 - 1     | 3 - 3E    |
| 2006-2007 | Ligue des champions        | Deuxième tour Q     | MFK Ružomberok        | 1 - 0    | 1 - 3     | 2 - 3     |
| 2008-2009 | Coupe UEFA                 | Premier tour Q      | Flora Tallinn         | 0 - 0    | 2 - 2     | 3 - 3E    |
| 2008-2009 | Coupe UEFA                 | Deuxième tour Q     | Rosenborg BK          | 2 - 1    | 0 - 5     | 2 - 6     |
| 2018-2019 | Ligue Europa               | Deuxième tour Q     | FK Marioupol          | 1 - 1    | 1 - 2 ap  | 2 - 3     |
| 2020-2021 | Ligue des champions        | Premier tour Q      | Ferencváros TC        | N/A      | 0 - 2     | 0 - 2     |
| 2020-2021 | Ligue Europa               | Deuxième tour Q     | Europa FC             | 2 - 1    | N/A       | 2 - 1     |
| 2020-2021 | Ligue Europa               | Troisième tour Q    | CFR Cluj              | 0 - 1    | N/A       | 0 - 1     |
| 2022-2023 | Ligue Europa Conférence    | Deuxième tour Q     | HNK Rijeka            | 2 - 0    | 2 - 1     | 4 - 1     |
| 2022-2023 | Ligue Europa Conférence    | Troisième tour Q    | Sepsi Sfântu Gheorghe | 3 - 1    | 3 - 1     | 6 - 2     |
| 2022-2023 | Ligue Europa Conférence    | Barrages Q          | APOEL Nicosie         | 3 - 0    | 2 - 3     | 5 - 3     |
| 2022-2023 | Ligue Europa Conférence    | Groupe F            | KAA La Gantoise       | 4 - 2    | 1 - 0     | Premier   |
| 2022-2023 | Ligue Europa Conférence    | Groupe F            | Molde FK              | 3 - 2    | 3 - 2     | Premier   |
| 2022-2023 | Ligue Europa Conférence    | Groupe F            | Shamrock Rovers       | 1 - 1    | 0 - 0     | Premier   |
| 2022-2023 | Ligue Europa Conférence    | Huitièmes de finale | Lech Poznań           | 0 - 3    | 0 - 2     | 0 - 5     |
| 2023-2024 | Ligue Europa Conférence    | Deuxième tour Q     | FC Lucerne            | 1 - 2    | 1 - 1     | 2 - 3     |
| 2024-2025 | Ligue Conférence           | Deuxième tour Q     | Progrès Niederkorn    | 3 - 0    | 0 - 1     | 3 - 1     |
| 2024-2025 | Ligue Conférence           | Troisième tour Q    | FC Ilves              | 3 - 1    | 1 - 1     | 4 - 2     |
| 2024-2025 | Ligue Conférence           | Barrages Q          | NK Maribor            | 1 - 0    | 1 - 0     | 2 - 0     |
| 2024-2025 | Ligue Conférence           | Phase de ligue      | LASK                  | N/A      | 2 - 2     | 5e        |
| 2024-2025 | Ligue Conférence           | Phase de ligue      | Vitória Guimarães     | 1 - 2    | N/A       | 5e        |
| 2024-2025 | Ligue Conférence           | Phase de ligue      | Panathinaïkós         | 2 - 1    | N/A       | 5e        |
| 2024-2025 | Ligue Conférence           | Phase de ligue      | The New Saints        | N/A      | 1 - 0     | 5e        |
| 2024-2025 | Ligue Conférence           | Phase de ligue      | Víkingur Reykjavík    | N/A      | 2 - 1     | 5e        |
| 2024-2025 | Ligue Conférence           | Phase de ligue      | Legia Varsovie        | 3 - 1    | N/A       | 5e        |
| 2024-2025 | Ligue Conférence           | Huitièmes de finale | Paphos FC             | 3 - 0    | 0 - 1     | 3 - 1     |
| 2024-2025 | Ligue Conférence           | Quarts de finale    | Rapid Vienne          | 0 - 1    | 4 - 1 ap  | 4 - 2     |
| 2024-2025 | Ligue Conférence           | Demi-finales        | Chelsea FC            | 1 - 4    | 0 - 1     | 1 - 5     |

## Personnalités du club

### Effectif actuel (2024)
En grisé, les sélections de joueurs internationaux chez les jeunes mais n'ayant jamais été appelés aux échelons supérieurs une fois l'âge-limite dépassé ou les joueurs ayant pris leur retraite internationale.

### Entraîneurs
Le premier entraîneur connu avec certitude est l'Écossais John Maconnachie, qui dirige le club en 1922. Avant cette date, il est probable que l'avant-centre norvégien Birger Möller ait joué ce rôle dans les années 1910.
| Nom                              | Période   | J   | V  | N  | D  |
| -------------------------------- | --------- | --- | -- | -- | -- |
| John Maconnachie                 | 1922      | ?   | ?  | ?  | ?  |
| Bertil Nordenskjöld              | 1923-1929 | 108 | 51 | 20 | 37 |
| Samuel Lindqvist                 | 1929-1932 | 60  | 44 | 9  | 7  |
| Rudolf Kock et Samuel Lindqvist  | 1932-1934 | 48  | 22 | 13 | 13 |
| Einar Svensson                   | 1935-1944 | 172 | 86 | 33 | 53 |
| Per Kaufeldt                     | 1944-1950 | 124 | 59 | 15 | 50 |
| David Astley                     | 1950-1954 | 88  | 37 | 20 | 31 |
| Frank Soo                        | 1954-1955 | 22  | 14 | 5  | 3  |
| Kjell Cronqvist                  | 1955-1957 | 44  | 21 | 9  | 14 |
| Lajos Szendrődi                  | 1957-1959 | 44  | 20 | 17 | 7  |
| Birger Sandberg et Knut Hallberg | 1959      | 11  | 7  | 3  | 1  |
| George Raynor                    | 1960      | 3   | 0  | 1  | 2  |
| Walter Probst                    | 1960-1963 | 85  | 46 | 17 | 22 |
| Torsten Lindberg                 | 1964-1966 | 66  | 35 | 14 | 17 |
| Gösta Sandberg                   | 1967-1971 | 110 | 51 | 30 | 29 |
| Antonio Durán                    | 1972-1974 | 74  | 30 | 18 | 26 |
| Bengt Persson                    | 1975-1978 | 104 | 39 | 34 | 31 |
| Alan Ball Sr                     | 1979      | 0   | 0  | 0  | 0  |
| Gösta Sandberg et Lars Arnesson  | 1979      | 26  | 7  | 8  | 11 |
| Arve Mokkelbost                  | 1980-1981 | 52  | 13 | 11 | 28 |
| Hans Backe                       | 1982-1984 | 70  | 38 | 20 | 12 |

| Nom                                 | Période   | J   | V  | N  | D  |
| ----------------------------------- | --------- | --- | -- | -- | -- |
| Björn Westerberg                    | 1985-1986 | 48  | 23 | 9  | 16 |
| Tommy Söderberg                     | 1987-1989 | 70  | 34 | 20 | 16 |
| Lennart Wass                        | 1990-1991 | 40  | 15 | 13 | 12 |
| Thomas Lundin                       | 1992      | 18  | 6  | 5  | 7  |
| Bo Petersson                        | 1993      | 26  | 13 | 7  | 6  |
| Anders Grönhagen                    | 1994-1996 | 78  | 37 | 15 | 26 |
| Roger Lundin                        | 1997      | 26  | 17 | 6  | 3  |
| Michael Andersson et Peter Grim     | 1998-1999 | 40  | 20 | 6  | 14 |
| Zoran Lukić et Sören Åkeby          | 1999-2003 | 120 | 70 | 18 | 28 |
| Zoran Lukić                         | 2004      | 12  | 3  | 4  | 5  |
| Kjell Jonevret                      | 2004-2006 | 60  | 32 | 15 | 13 |
| Anders Grönhagen                    | 2006      | 6   | 3  | 1  | 2  |
| Sigurður Jónsson                    | 2007-2008 | 56  | 22 | 16 | 18 |
| Andreé Jeglertz et Zoran Lukić      | 2009      | 12  | 3  | 2  | 7  |
| Andreé Jeglertz                     | 2009      | 18  | 5  | 3  | 10 |
| Lennart Wass et Carlos Banda        | 2010-2011 | 36  | 11 | 8  | 17 |
| Magnus Pehrsson                     | 2011-2013 | 59  | 18 | 19 | 22 |
| Anders Johansson et Martin Sundgren | 2013      | 3   | 1  | 0  | 2  |
| Per-Mathias Høgmo                   | 2013      | 22  | 11 | 7  | 4  |
| Per Olsson                          | 2014-2016 | 87  | 36 | 20 | 31 |
| Mark Dempsey                        | 2016      | 15  | 10 | 1  | 4  |
| Özcan Melkemichel                   | 2016-2018 |     |    |    |    |
| Kim Bergstrand et Thomas Lagerlöf   | 2019-     |     |    |    |    |

### Anciens joueurs
- Ronald Åhman (1979–84)
- Karl-Erik Andersson (1946–57)
- Johan Arneng (2003–07)
- Arne Arvidsson (1952–65)
- Abgar Barsom (2000–02, 2004–06)
- Tommy Berggren (1968–84)
- Emil Bergström (2011–15)
- Claes Cronqvist (1966–70)
- John Eriksson (1951–60)
- Jens Fjellström (1988–92)
- Olle Hellström (1957–64, 1968)
- Andreas Isaksson (2001–04, 2016–18)
- Hasse Jeppson (1948–51)
- Andreas Johansson (2000–05, 2013–14)
- Mattias Jonson (2005–11)
- Kim Källström (2002–03, 2017)
- Jesper Karlström (2015–20)
- Vito Knežević (1977–88)
- Sven Lindman (1965–68, 1969–80)
- Hans Mild (1957–65)
- Leif Nilsson (1984–92)
- Krister Nordin (1987–91)
- Sigge Parling (1949–60)
- Magnus Pehrsson (1994–96, 1999–03)
- Ronney Pettersson (1960–70)
- Sebastian Rajalakso (2008–12)
- Stefan Rehn (1984–89, 2000–02)
- Gösta Sandberg (1951–66)
- Leif Skiöld (1960–65)
- Toni Kuivasto (2003–09)
- Daniel Sjölund (2003–12)
- Kebba Ceesay (2007–12, 2016–17)
- Pa Dembo Touray (2000–11)
- Kenneth Høie (2012–16)
- Mohamed Buya Turay (2019)

## Structures du club

### Stades
Il a joué en premier au stade olympique de Stockholm puis partage maintenant un stade avec Hammarby IF, le Tele2 Arena.

## Soutien et image

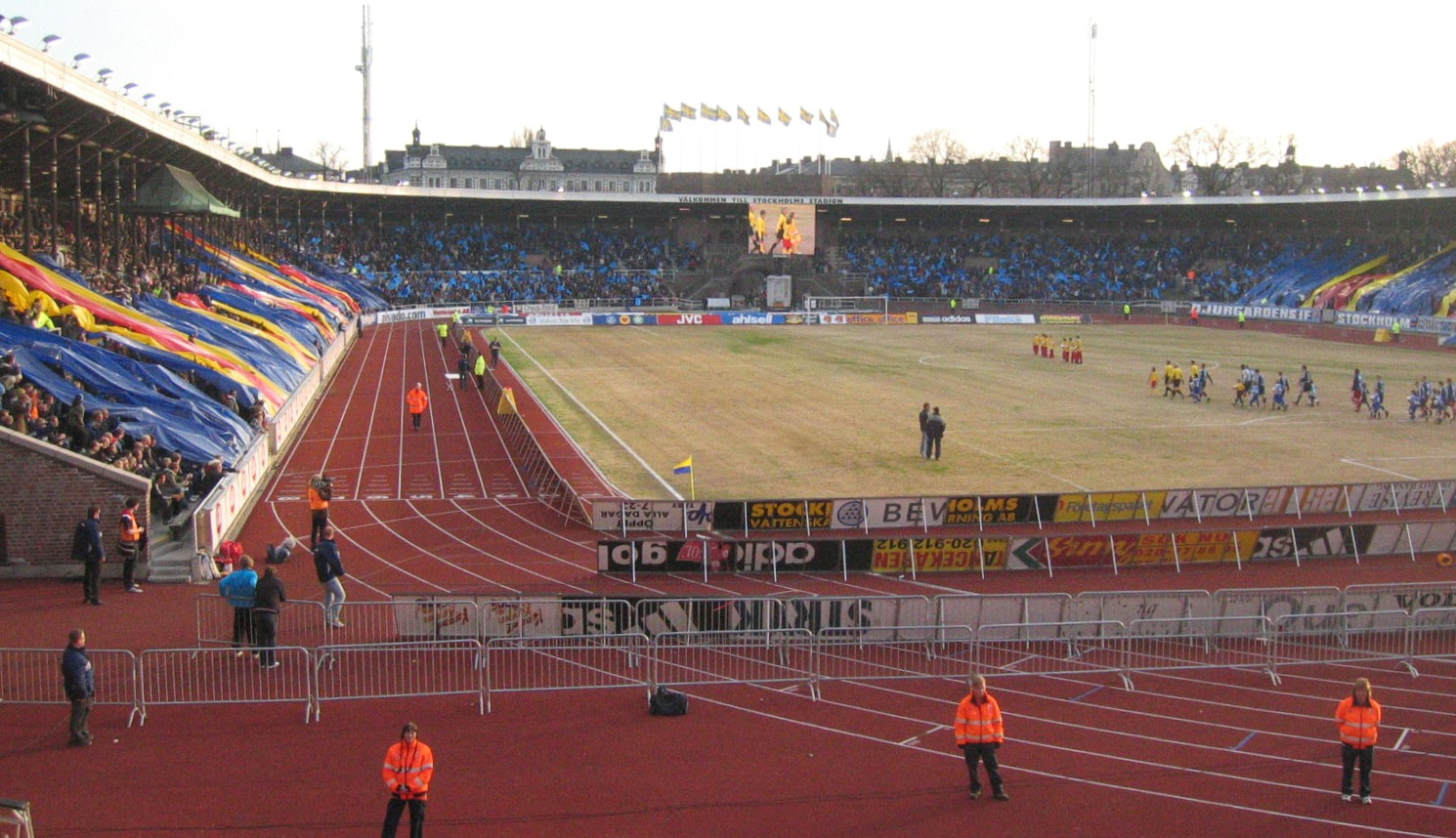
Le stade olympique de Stockholm en 2006, durant un match contre l'IFK Göteborg.

### Groupes de supporters
La première association de supporters du club, le Djurgårdens Supporters Club, est fondée en 1947. Elle organise des voyages en bus pour que ses membres puissent assister aux rencontres à l'extérieur. En 1981, l'association des Blue Saints est fondée. Elle adopte le nom Järnkaminerna en 1997, à la suite d'incidents ayant entaché son image auprès des médias et du grand public. Elle compte plusieurs milliers de membres dans toute la Suède. Un groupe d'ultras, Ultra Caos Stockholm, est apparu en 2003. D'après un sondage de 2013, Djurgården est le club stockholmois qui possède le plus grand nombre de supporters.

### Rivalités
À l'échelle locale, les principaux rivaux de Djurgården sont l'AIK et le Hammarby IF. Les rencontres entre Djurgården et l'AIK sont communément appelés Tvillingderbyt, « le derby des jumeaux », car les deux clubs omnisports ont été fondés la même année, en 1891. Ce surnom ne plaît pas aux supporters de Djurgården, qui n'apprécient pas d'être ainsi associés avec l'AIK. À l'échelle de la Suède, l'IFK Göteborg et le Malmö FF sont les principaux rivaux de Djurgården.